# Karpenteria kalifornijska
Karpenteria kalifornijska (Carpenteria californica) – gatunek rośliny z rodziny hortensjowatych. Jest jedynym przedstawicielem monotypowego rodzaju Carpenteria. Jest endemitem Kalifornii o zasięgu ograniczonym do środkowej części stanu (hrabstwo Fresno). Jest rzadko spotykanym w naturze składnikiem chaparralu i lasów z sosną żółtą u podnóży centralnej i południowej części pasma gór Sierra Nevada Jest uprawiany jako roślina ozdobna w Europie i USA na obszarach o łagodnym klimacie.
Nazwa rodzajowa upamiętnia Williama Marbury'ego Carpentera (1811–1848) – botanika i lekarza z Luizjany.

## Morfologia
PokrójKrzew o pędach prosto wzniesionych i rozpościerających się, osiągający zwykle od 1 do 3 m wysokości, rzadko do 4, a według niektórych źródeł nawet do 5 m. Pędy nagie lub w różnym stopniu przylegająco owłosione, włoski pojedyncze. Na starszych pędach kora szara, łuszczy się pasmami.
LiścieZimozielone, naprzeciwległe, z ogonkiem do 1 cm długości. Blaszka lancetowata do wąskoeliptycznej, nieco skórzasta, całobrzega lub drobno ząbkowana, zwykle nieco podwinięta, o długości zwykle od 3 do 8,5 cm i szerokości do 2,5 cm. Użyłkowanie pierzaste.
KwiatyZebrane zwykle po kilka w wierzchotki tworzące się na szczytach pędów i w kątach liści. Kwiaty są szypułkowe, obupłciowe i osiągają ok. 6 cm średnicy. Kielich tworzy 5–7 trwałych, jajowatych do trójkątnych i rozpostartych działek. Płatków korony jest także 5–7 jajowatych do okrągłych, rozpostartych do odgiętych, białych. Pręciki w liczbie 150 do 200. Słupek powstaje z 5–7 owocolistków.
OwoceSkórzaste, kulistawe do stożkowatych torebki o średnicy i wysokości ok. 1 cm, zawierające liczne nasiona o długości do 1 mm.

## Biologia i ekologia
Zasiedla suche, granitowe stoki na rzędnych od 300 do 1500 m n.p.m. Kwitnie od kwietnia do czerwca. Kwiaty zapylane są przez owady. Jest krzewem dobrze zaadaptowanym do pożarów, częstych i istotnych dla biologii gatunków tworzących chaparral.

## Systematyka
Pozycja systematyczna
Gatunek z monotypowego rodzaju karpenteria Carpenteria Torr., z plemienia Philadelpheae, podrodziny Hydrangeoideae, rodziny hortensjowatych w rzędzie dereniowców.

## Zastosowanie i uprawa
Walorem ozdobnym rośliny są okazałe i przyjemnie pachnące kwiaty oraz zimozielone liście. Wymaga gleb przepuszczalnych, stanowisk osłoniętych, słonecznych lub w półcieniu. Uprawiany jest zwykle na obszarach o klimacie suchym i ciepłym, ale znosi lekkie mrozy. W warunkach Polski wymaga okrywania zimą. Najłatwiej rozmnaża się z odkładów tworzonych późnym latem, trudniej z sadzonek zielnych.